# Milwaukee Electric Tool Corporation
Milwaukee est une entreprise de fabrication d’outils électroportatifs américaine, branche du groupe Techtronic Industries depuis 2005.

## Historique
Elle a été créée en 1924 par A. F. Siebert à Milwaukee, dans le Wisconsin.

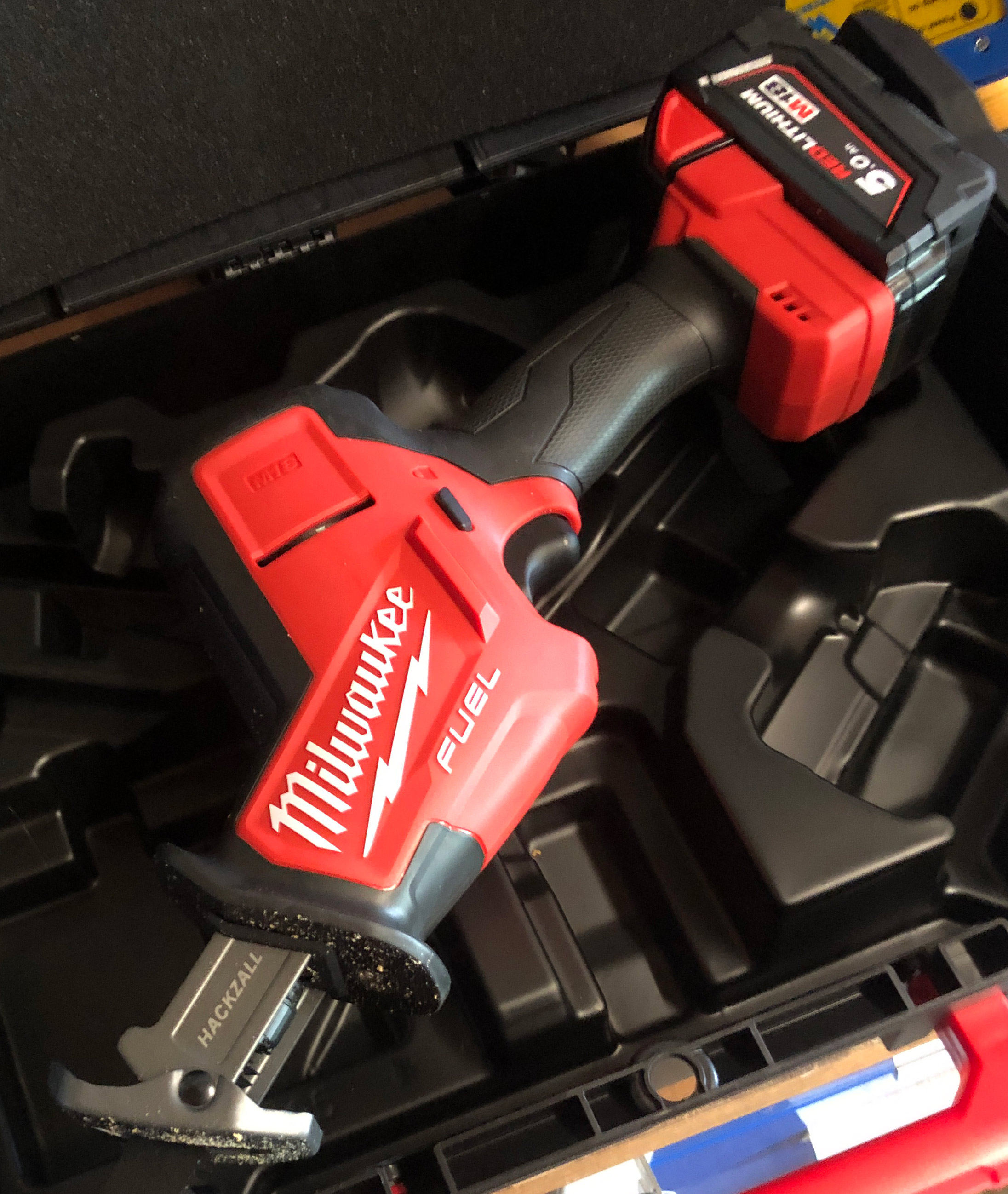
Scie sabre sur batterie, marque Milwaukee.